# Moselle Open 2024 - Qualificazioni singolare
Le qualificazioni del singolare del Moselle Open 2024 sono state un torneo di tennis preliminare per accedere alla fase finale della manifestazione. I vincitori dell'ultimo turno sono entrati di diritto nel tabellone principale. In caso di ritiro di uno o più giocatori aventi diritto a questi sono subentrati i lucky loser, ossia i giocatori che hanno perso nell'ultimo turno ma che avevano una classifica più alta rispetto agli altri partecipanti che avevano comunque perso nel turno finale.

## Teste di serie
1. Arthur Cazaux (qualificato)
2. Quentin Halys (qualificato)
3. Alexander Ritschard (primo turno)
4. Jesper de Jong (qualificato)

1. Billy Harris (primo turno)
2. Luca Van Assche (primo turno, lucky loser)
3. Pierre-Hugues Herbert (ultimo turno, lucky loser)
4. Benjamin Bonzi (qualificato)

## Qualificati
1. Arthur Cazaux
2. Quentin Halys

1. Benjamin Bonzi
2. Jesper de Jong

### Lucky loser
1. Pierre-Hugues Herbert
2. Grégoire Barrère
3. Titouan Droguet

1. Manuel Guinard
2. Théo Papamalamis
3. Luca Van Assche

## Tabellone

### Legenda
| - Q = Qualificato - WC = Wild card - LL = Lucky loser | - ALT = Alternate - SE = Special Exempt - PR = Protected Ranking | - w/o = Walkover - r = Ritirato - d = Squalificato |

### Sezione 1
|  | Primo turno | Primo turno           | Primo turno | Primo turno | Primo turno |  |  | Ultimo turno | Ultimo turno          | Ultimo turno | Ultimo turno | Ultimo turno |  |
|  |             |                       |             |             |             |  |  |              |                       |              |              |              |  |
|  | 1           | Arthur Cazaux         | 6           | 67          | 6           |  |  |              |                       |              |              |              |  |
|  |             | Ugo Blanchet          | 2           | 7           | 2           |  |  | 1            | Arthur Cazaux         | 6            | 4            | 6            |  |
|  |             | Robin Bertrand        | 6           | 2           | 4           |  |  | 7            | Pierre-Hugues Herbert | 0            | 6            | 3            |  |
|  | 7           | Pierre-Hugues Herbert | 4           | 6           | 6           |  |  |              |                       |              |              |              |  |

### Sezione 2
|  | Primo turno | Primo turno      | Primo turno      | Primo turno | Primo turno |  |  | Ultimo turno | Ultimo turno     | Ultimo turno     | Ultimo turno | Ultimo turno |  |
|  |             |                  |                  |             |             |  |  |              |                  |                  |              |              |  |
|  | 2           | Quentin Halys    | Quentin Halys    | 6           | 6           |  |  |              |                  |                  |              |              |  |
|  |             | Matteo Martineau | Matteo Martineau | 3           | 4           |  |  | 2            | Quentin Halys    | Quentin Halys    | 6            | 6            |  |
|  |             | Grégoire Barrère | Grégoire Barrère | 6           | 6           |  |  |              | Grégoire Barrère | Grégoire Barrère | 4            | 2            |  |
|  | 6           | Luca Van Assche  | Luca Van Assche  | 3           | 4           |  |  |              |                  |                  |              |              |  |

### Sezione 3
|  | Primo turno | Primo turno         | Primo turno         | Primo turno | Primo turno |  |  | Ultimo turno | Ultimo turno   | Ultimo turno   | Ultimo turno | Ultimo turno |  |
|  |             |                     |                     |             |             |  |  |              |                |                |              |              |  |
|  | 3           | Alexander Ritschard | Alexander Ritschard | 2           | 2           |  |  |              |                |                |              |              |  |
|  |             | Manuel Guinard      | Manuel Guinard      | 6           | 6           |  |  |              | Manuel Guinard | Manuel Guinard | 2            | 3            |  |
|  |             | Marc-Andrea Hüsler  | Marc-Andrea Hüsler  | 1           | 64          |  |  | 8            | Benjamin Bonzi | Benjamin Bonzi | 6            | 6            |  |
|  | 8           | Benjamin Bonzi      | Benjamin Bonzi      | 6           | 7           |  |  |              |                |                |              |              |  |

### Sezione 4
|  | Primo turno | Primo turno      | Primo turno      | Primo turno | Primo turno |  |  | Ultimo turno | Ultimo turno    | Ultimo turno | Ultimo turno | Ultimo turno |  |
|  |             |                  |                  |             |             |  |  |              |                 |              |              |              |  |
|  | 4           | Jesper de Jong   | Jesper de Jong   | 6           | 6           |  |  |              |                 |              |              |              |  |
|  | WC          | Théo Papamalamis | Théo Papamalamis | 2           | 3           |  |  | 4            | Jesper de Jong  | 6            | 4            | 7            |  |
|  | WC          | Titouan Droguet  | 6                | 3           | 6           |  |  | WC           | Titouan Droguet | 2            | 6            | 65           |  |
|  | 5           | Billy Harris     | 4                | 6           | 4           |  |  |              |                 |              |              |              |  |